# Elección al Senado de los Estados Unidos en Delaware de 2020
La Elección al Senado de los Estados Unidos en Delaware se llevó a cabo el 3 de noviembre de 2020, para elegir a un miembro del Senado de los Estados Unidos para representar al Estado de Delaware, al mismo tiempo que las elecciones presidenciales de los Estados Unidos de 2020, así como otras elecciones al Senado de los Estados Unidos en otros estados, elecciones a la Cámara de Representantes de Estados Unidos y diversas elecciones estatales y locales.

## Elección general

### Predicciones
| Fuente                | Clasificación | Desde                  |
| --------------------- | ------------- | ---------------------- |
| Cook Political Report | Sólido        | 29 de octubre de 2020  |
| Inside Elections      | Sólido        | 28 de octubre de 2020  |
| Sabato's Crystal Ball | Sólido        | 2 de noviembre de 2020 |
| 270toWin              | Sólido        | 2 de noviembre de 2020 |
| Político              | Sólido        | 2 de noviembre de 2020 |

### Encuestas
| Fuente de la encuesta  | Fecha(s) de realización     | Tamaño de muestra | Margen de error | Chris Coons (D) | Lauren Witzke (R) | Otro Indecisos |
| ---------------------- | --------------------------- | ----------------- | --------------- | --------------- | ----------------- | -------------- |
| University of Delaware | 21-27 de septiembre de 2020 | 847 (LV)          | –               | 57%             | 27%               | 17%            |

### Resultados
| Elección al Senado de los Estados Unidos en Delaware de 2020 | Elección al Senado de los Estados Unidos en Delaware de 2020 | Elección al Senado de los Estados Unidos en Delaware de 2020 | Elección al Senado de los Estados Unidos en Delaware de 2020 | Elección al Senado de los Estados Unidos en Delaware de 2020 | Elección al Senado de los Estados Unidos en Delaware de 2020 |
| Partido                                                      | Partido                                                      | Candidato/a                                                  | Votos                                                        | %                                                            |                                                              |
| ------------------------------------------------------------ | ------------------------------------------------------------ | ------------------------------------------------------------ | ------------------------------------------------------------ | ------------------------------------------------------------ | ------------------------------------------------------------ |
|                                                              | Demócrata                                                    | Chris Coons (titular)                                        | 291,804                                                      | 59.4%                                                        |                                                              |
|                                                              | Republicano                                                  | Lauren Witzke                                                | 186,054                                                      | 37.9%                                                        |                                                              |
|                                                              | Independiente                                                | Mark Turley                                                  | 7,833                                                        | 1.6%                                                         |                                                              |
|                                                              | Libertario                                                   | Nadine Frost                                                 | 5,244                                                        | 1.1%                                                         |                                                              |
| Total                                                        | Total                                                        | Total                                                        | 490,935                                                      | 100.0%                                                       |                                                              |
| Margen de victoria                                           | Margen de victoria                                           | Margen de victoria                                           | 105,750                                                      | 21.5%                                                        |                                                              |
|                                                              | Control Demócrata                                            |                                                              |                                                              |                                                              |                                                              |